# Conflicte social
Un conflicte social és una forma de conflicte generalitzat entre grups socials rellevants que constitueixen una societat. Segons Lewis A. Cosir, ha de ser concretament una lluita pels valors i per l'estatus, el poder i els recursos escassos en el curs de la qual els oponents desitgen neutralitzar, danyar o eliminar els seus rivals. Un conflicte entre grups passa a ser un conflicte social quan transcendeix l'individual o grupal i afecta a la pròpia estructura de la societat o al seu funcionament. Per Ralf Dahrendorf, el conflicte és un fet social universal i necessari que es resol en el canvi social.
Variants de la concepció de conflicte social depenen sobre assumpcions més generals o bàsiques sobre la societat o naturalesa humana. Para versions "moderades" del conflicte, aquest no només coexisteix sinó té un paper compartit amb la cooperació per establir estabilitat o cohesió social (veure, per exemple, costum) Aquestes visions permeten a percepcions funcionalistes o estructuralistes construir teories del conflicte que conceben tant el conflicte mateix com altres institucions "negatives" com posseint un rol social en la mantenció i evolució d'ella i les seves institucions. (que aquest conflicte, si és pròpiament controlat (veure, per exemple, negociació), es transforma en font d'innovació i evolució cultural)
Visions més radicals es poden traçar a la visió original de Hobbes, segons el qual la societat està en canvi constant i és integrada per elements contradictoris. Aquest canvi social i aquests elements contradictoris obvien la necessitat d'explicar el canvi social però necessiten una de l'estabilitat o permanència de les institucions. Aquesta es troba en la coacció. Això al seu torn dona origen a dues visions: la clàssica o conservadora, d'acord amb la qual aquesta coacció dona, o pot donar, origen a abusos de poder, que han de ser acceptats a fi de garantir el bon funcionament social (posició de Hobbes mateix). Dins d'aquesta posició general hi ha visions més moderades que advoquen per un estat que millori les condicions o abusos més extrems a fi d'evitar revolucions. (veure Lorenz von Stein) (cal notar que una de les diferències principals entre Hobbes i von Stein -diferència de la qual von Stein estava perfectament conscient- és que entre els períodes que ells van viure va succeir la Revolució francesa)
La segona versió de la visió radical és la de Marx. Para ell, les contradiccions socials de Hobbes existeixen sobre una base fonamental: l'objectivitat econòmica. Aquest conflicte central s'expressa o té repercussions en la superestructura social, per exemple, en la ideologia (veure lluita de classes). D'acord amb Marx aquest conflicte no pot ser, es tracti com es tracti, ameliorado sinó que, per contra, és un que s'aguditza.
Altres seguidors d'aquesta segona versió de la teoria conflictista radical són C.W. Mills segons el qual les contradiccions o la coacció de Hobbes genera "elits del poder". El mateix Lewis A. Cosir i Ralf Dahrendorf, a més, Oscar Lewis, Anthony Giddens, Alain Touraine, etc.
S'ha de fer un esment especial de Max Weber per qui aquestes consideracions signifiquen que l'Estat (que Weber concep com tenint el monopoli de la força) va, inevitablement, cap a una estructura racional-legal de l'autoritat, utilitzant una estructura burocràtica a fi de guanyar acceptabilitat. No obstant això, per a ell, la política es deriva inanbigüamente del poder (entès com la capacitat de prendre decisions i imposar-les a uns altres), política s'entén com qualsevol activitat a la qual pot dedicar-se l'estat per influir sobre la distribució relativa de força. La qüestió central és la transformació d'aquesta força de violència nua en força legitima, la qual cosa s'aconsegueix, com s'ha dit, a través de la construcció d'estructures burocràtiques, és a dir, regulades i sustentades.
Encara que Weber no va negar que l'ordre econòmic determinés l'ordre social i polític, la concepció weberiana de les classes econòmiques és més àmplia que la marxista, en què la pertinença a classes no es determina solament per la posició en relació al mitjà de producció que els individus posseeixin. Weber va introduir tres dimensions al llarg els quals s'estratifica socialment als individus, incloent l'estatus i un sistema d'estratificació d'acord amb el consum de béns (veure Estratificació social). No obstant això, una vegada que un grup o classe ha obtingut un estatus elevat a través de certs assoliments, els seus membres tendeixen a limitar les oportunitats que altres individus les substitueixin, la qual cosa al seu torn genera conflictes que poden fins i tot desembocar en revolucions. Així, aquesta teoria pot ser vista a vegades com una part de la teoria social evolucionista o, de vegades, com a part d'una percepció fortament influïda per visions tals com la de Marx o la de von Stein.

## Actualitat
Des del punt de vista modern, i a partir de la crítica des de la visió dialèctica al funcionalisme,
En les interpretacions dels diferents autors, normalment identificats amb una escola, l'explicació s'entén de diferent manera si es refereix al sistema social en el seu conjunt totalitzador o a l'estructura social, que és el suport teòric del sistema. Al mateix temps hem de situar l'elenc de valors en un lloc designat i precís, que és el sistema social. Des del punt de vista funcional la qüestió se centra a considerar el conflicte com a dinàmica social cap al consens, una desigualtat estructural que es resol en una nova integració social.
No obstant això, no sembla possible explicar amb aquest suport teòric altres aspectes més extrems del conflicte, tals com la revolució i la guerra. Potser la primera és predecessora de la segona i s'originin en una primera fase del conflicte, el qual es falli a trobar posicions de consens.
En efecte, alguns autors han conceptualitzat la guerra com una temptativa de superar conflictes interns a través de la "externalización" d'aquests.
D'acord amb Norberto Bobbio i uns altres, aquesta última percepció s'ha transformat en la visió generalment acceptada al món occidental, el conflicte social és sol el que l'ésser humà es creu perquè tots aquests presidents solament la causen per no fer el seu treball ben fet

## Teories del conflicte social
Les teories de tot conflicte social busquen explicar com la societat necessita tant lleis i estabilitat com a desacord i a fi d'aconseguir Integració social el que pot aconseguir-se ja sigui amb consens o amb coacció. En qualsevol cas, el conflicte és el factor del progrés, que es basa en la formació de grups de canvi i acció social, a fi d'obtenir la integració, mitjançant pactes o acords amb la resta dels actors o sectors socials, de noves relacions o estructures, que propicien els grups de pressió o interès dels artífexs del canvi. (Vegeu també Ben comú)

## Guerra com a conflicte social
Des del punt de vista soci-filosòfic s'han avançat moltes teories sobre l'origen i causes de les guerres. En conseqüència, sembla convenient tractar de classificar, molt en general, tals teories en dues grans divisions: una veu la guerra com a producte racional de certes condicions, primàriament condicions polítiques (cèlebrement, Carl von Clausewitz argumento que la guerra és la continuació de la política per altres mitjans) i una altra "irracionalista", producte d'una tendència, en el fons irracional, dels éssers humans.

### Teories irracionalistes
Les teories irracionalistes poden aproximar-se des de dos punts de vista:
- Aquelles que veuen l'origen de la guerra en causes no atribuïbles a tractament racional, per exemple, Kalevi Jaakko Holsti nota que en la concepció moderna comuna la guerra és considerada com una aberració, una catàstrofe o crim, l'abandó de polítiques racionals per alguna altra cosa, etc. per exemple, sentiments religiosos Pinnock, Sarah Katherine. Transcendence and Violence: The Encounter of Buddhist, Christian, and Primal Traditions (review) Arxivat 2015-11-25 a Wayback Machine.

Buddhist-Christian Studies - Volume 26, 2006, pàg. 231-235 </ref> o emocions. L'extrem lògic d'aquesta visió -que l'home és un animal inherentment violent, situació que demanda l'expressió ocasional de tals tendències- es troba en algunes explicacions ja sigui psicològiques de l'origen de la guerra o de la psicologia social (veure, per exemple: Experiment de Robber's Cavi)
- La visió alternativa dins d'aquesta posició veu la guerra com originant-se, sovint, en equivocacions o percepcions errònies. Així, per exemple, Lindley i Schildkraut argumenten, a partir d'una anàlisi estadística, que la quantitat de guerres que es podria adduir van tenir un origen racional ha disminuït dramàticament en temps recents.[18] (Lindley i Schildkraut ofereixen com a exemples de tals equivocacions la Guerra de les Malvines i la Guerra de l'Iraq)

### Teoria de la guerra com a activitat racional
La visió alternativa, de la guerra com a activitat racional, es basa en dues percepcions. L'original de von Clausewitz sobre la guerra constituint la persecució de (objectius de) la política per altres mitjans i una percepció posterior (implícita en von Clausewitz) que indica que es recorreria a la guerra quan s'estima que els guanys superen a les perdudes potencials (és a dir, a través d'una anàlisi de cost-beneficio). Al seu torn, es poden distuinguir dues posicions:
- La teoria de la primacia de les polítiques domèstiques: es troba, per exemple, en les obres d'Eckart Kehr i Hans-Ulrich Wehler (op. cit), Per a aquesta posició, la guerra és el producte de condicions domèstiques. Així, per exemple, la Primera Guerra Mundial no va ser producte de disputes internacionals, tractats secrets o consideracions estratègiques, sinó el resultat de condicions soci polítiques (incloent econòmiques) que, malgrat ser comunes a diverses societats, feien sentir tensions a cadascuna d'elles en forma interna, tensions que solament es van poder resoldre a través de la guerra.
- La teoria de la primacia de la política internacional, que es troba, per exemple, en la concepció de Leopold von Ranke, segons el qual és la decisió d'estadistes motivats per consideracions geopolítiques les que condueixen a la guerra.